# ドブロネガ・ウラジミロヴナ
ドブロネガ（マリヤ）・ウラジミロヴナ（ロシア語: Добронега(Мария) Владимировна、ポーランド語: Dobroniega、 1010年代 - 1087年）は、11世紀のキエフ・ルーシの公女である。

## 生涯
ドブロネガはキエフ大公ウラジーミル1世の娘とみなされているが、複数いた妻のうちのどの娘であるかは史料上明らかではない。ただし、メルゼブルクのティートマール(de)の著作によって、ドブロネガはウラジーミルの娘たちの中で、最も結婚が遅かったと推測することができる。なお、ドブロネガをウラジーミルの子のボリス（ボリスとグレブの一方）の娘とする説もある。
1040年前後に、キエフ大公ヤロスラフ1世（ドブロネガの兄弟）によって、ポーランド公カジミェシュ1世との婚儀が結ばれた。この結婚はポーランド王位をめぐるカジミェシュの政権闘争を支援する目的のものだった。カジミェシュは1058年に死亡するが、その間に4人の息子と1人の娘を産んだ。

## 子
- ボレスワフ - ポーランド王
- ヴワディスワフ - ポーランド公
- ミェシュコ(en)
- オットー
- シフィエントスワヴァ - ボヘミア公ヴラチスラフ2世と結婚